# Élections au Portugal
Cet article concerne les élections ayant eu lieu au Portugal depuis la révolution des Œillets, le 25 avril 1974. Il renvoie à plusieurs types de scrutin : 
- Élections présidentielles portugaises
- Élections législatives portugaises
- Référendums au Portugal
- Élections dans les régions autonomes des Açores et de Madère
- Élections municipales au Portugal